# Leverano
Leverano es una localidad italiana de la provincia de Lecce, región de Puglia, con 14.177 habitantes.

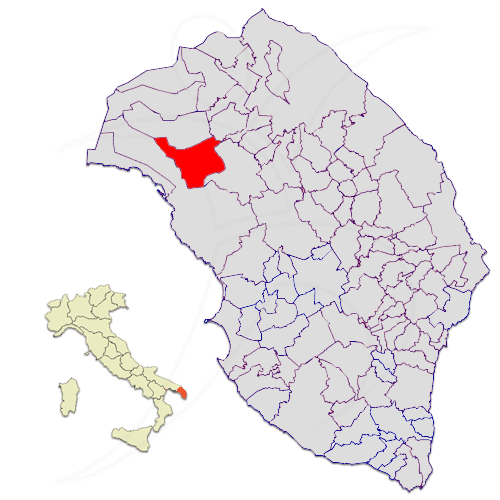
Ubicación de la ciudad de Leverano dentro de la provincia de Lecce.

## Evolución demográfica
| Gráfica de evolución demográfica de Leverano entre 1861 y 2001 |
|                                                                |
| Fuente ISTAT - elaboración gráfica de Wikipedia                |